# Rakaia healyi
Rakaia healyi is een hooiwagen uit de familie Pettalidae.